# Битовія
МКС «Битовія» (пол. Bytovia Bytów) — польський футбольний клуб з міста Битів, заснований 1946 року.